# Bo Höglund
Bo Sven Gunnar Höglund, född 27 maj 1948 i Huddinge, Stockholms län, är en svensk skådespelare.

## Biografi
Höglund är sedan 1983 anställd vid Östgötateatern i Norrköping-Linköping. Han har medverkat i produktioner som Kyrkbröllop, Hämndaria, Don Juan, Dreyfus, Amadeus och Trollkarlen från Oz. Han har turnerat med Riksteatern och varit förekommande i TV-produktioner, bland andra Fiendens fiende, Nya tider, Rederiet och C/o Segemyhr. Fyra säsonger spelade han hos Nils Poppe på Fredriksdalsteatern i Helsingborg. Han är känd som servitören Mats i Martin Beck-filmerna.

## Filmografi
- 1983 – Blomman från Hawaii
- 1989 – Hassel – Offren
- 1990 – Fiendens fiende (TV-serie)
- 1991 – "Harry Lund" lägger näsan i blöt!
- 1992 – Blomman från Hawaii
- 1992 – Kvällspressen (TV-serie)
- 1994 – Bröderna Östermans huskors
- 1997 – Beck – Lockpojken
- 1997 – Beck – Mannen med ikonerna
- 1998 – Beck – The Money Man
- 1998 – Beck – Monstret
- 1998 – Beck – Pensionat Pärlan
- 1998 – Beck – Vita nätter
- 1998 – Beck – Öga för öga
- 1998 – Rederiet (TV-serie)
- 2001 – Beck – Kartellen
- 2001 – Skilda världar (TV-serie)
- 2002 – Beck – Enslingen
- 2002 – Beck – Sista vittnet
- 2002 – Nya tider (TV-serie)
- 2004 – C/o Segemyhr (TV-serie)
- 2007 – Beck – Den svaga länken
- 2009 – Beck – Levande begravd

## Teater

### Roller
| År   | Roll                             | Produktion                                                                                                  | Regi            | Teater              |
| ---- | -------------------------------- | --- | --------------- | ------------------- |
| 1979 | Skilsmässoadvokaten              | Min syster och jag (Meine Schwester und ich) Ralph Benatzky och Robert Blum                                 | Egon Larsson    | Fredriksdalsteatern |
| 1980 |                                  | I den här världen är allt möjligt (I denne verden er alt mulig) Klaus Hagerup                               | Arne Andersson  | Riksteatern         |
| 1982 |                                  | Blomman från Hawaii (Die Blume von Hawaii) Paul Abraham, Alfred Grünwald, Fritz Löhner-Beda och Imre Földes | Gösta Folke     | Fredriksdalsteatern |
| 1991 |                                  | Blomman från Hawaii (Die Blume von Hawaii) Paul Abraham, Alfred Grünwald, Fritz Löhner-Beda och Imre Földes | Claes Sylwander | Fredriksdalsteatern |
| 1993 | Jan Westman                      | Bröderna Östermans huskors Oscar Wennersten                                                                 | Hans Bergström  | Fredriksdalsteatern |
| 2003 |                                  | Dreyfus Magnus Dahlström                                                                                    | Claes Lundberg  | Östgötateatern      |
| 2004 | Morbror Henry Sylvester Ensemble | Trollkarlen från Oz (The Wizard of Oz) L. Frank Baum                                                        | Hans Wigren     | Östgötateatern      |